# Haifaa Al Mansour

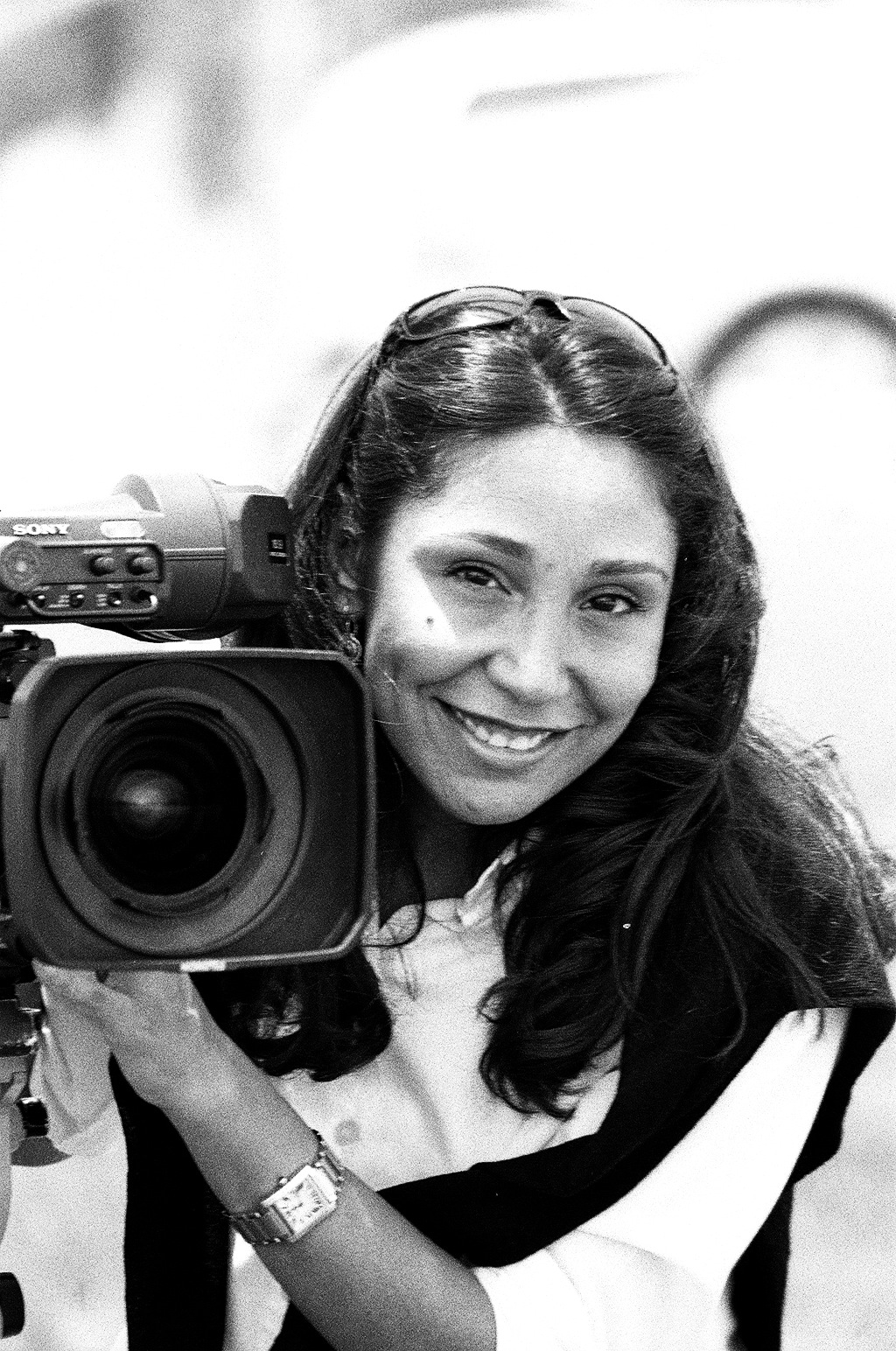
Haifaa Al Mansour (2011)

Haifaa Al Mansour (arabisch هيفاء المنصور, DMG Haifāʾ al-Manṣūr; * 10. August 1974 in Al Zulfi, Saudi-Arabien) ist eine saudi-arabische Regisseurin, Drehbuchautorin und Filmemacherin.

## Leben und Leistungen
Al Mansour wurde im islamisch-konservativen Königreich Saudi-Arabien als achtes von zwölf Kindern eines Rechtsanwalts und Poeten geboren und wuchs dort in der Kleinstadt Al Zulfi in einem Familienumfeld auf mit Zugang zu Zeitschriften, Büchern, Romanen. Später studierte sie in Kairo an der Amerikanischen Universität Englische Literatur und nach ihrer Heirat 2007 mit Brad Niemann an einer Filmhochschule in Sydney, um dort ihren Master-Abschluss zu machen.
Nach ihrem Studium drehte sie zunächst drei Kurzfilme und einen Dokumentarfilm. Die deutsch-saudische Koproduktion Das Mädchen Wadjda (2012) ist ihr erster Kinofilm und gilt als der erste komplett in Saudi-Arabien gedrehte Kinofilm überhaupt. An den Drehorten außerhalb der Studios musste sie ihre Anweisungen per Walkie-Talkie aus einem Kleinbus heraus geben. Am 9. September 2017 hatte ihre Filmbiografie Mary Shelley im Rahmen des Toronto International Film Festivals Premiere.
Haifaa Al Mansour lebt heute mit ihren zwei Kindern und ihrem Ehemann, einem US-Diplomaten, in Manama in Bahrain.

## Auszeichnungen
Für Das Mädchen Wadjda:
- Spezialpreis des Friedenspreises des Deutschen Films – Die Brücke 2013 (Regie)[7]
- Fritz-Gerlich-Filmpreis 2013[8]
- Kant-Weltbürger-Preis 2016
- DJLP 2016 in der Kategorie Kinderbuch für die Romanfassung des Films Das Mädchen Wadjda

## Filmografie
- 2005: Women Without Shadows (Dokumentarfilm)[9]
- 2012: Das Mädchen Wadjda
- 2017: Mary Shelley
- 2019: The Society (Fernsehserie, Folge Putting Beltane)
- 2019: Die perfekte Kandidatin (The Perfect Candidate)
- 2020: Motherland: Fort Salem (Fernsehserie, Folge Hail Beltane)
- 2020: The Good Lord Bird (Fernsehserie, Folge Hiving the Bees)
- 2021: The L Word: Generation Q (Fernsehserie, Folgen Launch Party und Last Dance)
- 2023: Mayfair Witches (Fernsehserie)